# Spanische Sukzession
Spanische Sukzession bezeichnete die Idee, die Kaiserkrone des Heiligen Römischen Reiches von einem Mitglied der spanischen Linie des Hauses Habsburg an deren nächstes weiterzugeben. Die österreichische Linie der Habsburger hätte von der Thronfolge ausgeschlossen bleiben sollen.
Kaiser Karl V. beabsichtigte nach seiner Niederlage gegen die Protestanten unter der Führung von Moritz von Sachsen im Jahr 1552, seinen Sohn Philipp II. von Spanien die Kaiserwürde erlangen zu lassen, obwohl Ferdinand I. bereits 1531 zum Römischen König gewählt worden war. Das wäre auch ein Bruch des Passauer Vertrages von 1552 gewesen, in dem Ferdinand als Kaiser vorgesehen war. 
Die deutschen Kurfürsten aber hatten kein Interesse an einer spanischen Sukzession auf dem Kaiserthron, weil sie als deren Folge eine Einschränkung ihrer Macht zugunsten der Spanier fürchteten. Die Protestanten sahen außerdem die Gefahr, dass ihre Konfession durch den katholischen Spanier unterdrückt werden würde. Deshalb bevorzugten sie den in Böhmen und Österreich regierenden Ferdinand I. Die Nachfolgepläne Karls V. waren einer der Gründe, die nach dem Schmalkaldischen Krieg zum sogenannten Fürstenaufstand unter Markgraf Hans von Küstrin und später Moritz von Sachsen führten, die zunächst dessen Anführer wurden. Insgesamt schwächten die Sukzessionspläne die Stellung des Kaisers im Reich. 
Die wegen der Nachfolge zwischen Philipp und Ferdinand entstandenen Spannungen veranlassten  Karl V. zu einer Kompromisslösung. Philipp sollte der Nachfolger von Ferdinand I. auf dem Kaiserthron werden. Ferdinand aber konnte sicher sein, dass die protestantischen Reichsstände auch nach seinem Tod einer spanischen Sukzession nicht zustimmen würden. Und seinen Wünschen entsprechend wählten die Kurfürsten seinen Sohn Maximilian II. bereits zu Lebzeiten des Vaters zum Römischen König. 
Die Auseinandersetzungen um die Spanische Sukzession vertieften den Graben zwischen der österreichischen und der spanischen Linie des Hauses Habsburg.